# Cryptostegia grandiflora
Cryptostegia grandiflora là một loài thực vật có hoa trong họ La bố ma. Loài này được Roxb. ex R.Br. mô tả khoa học đầu tiên năm 1819.

## Hình ảnh

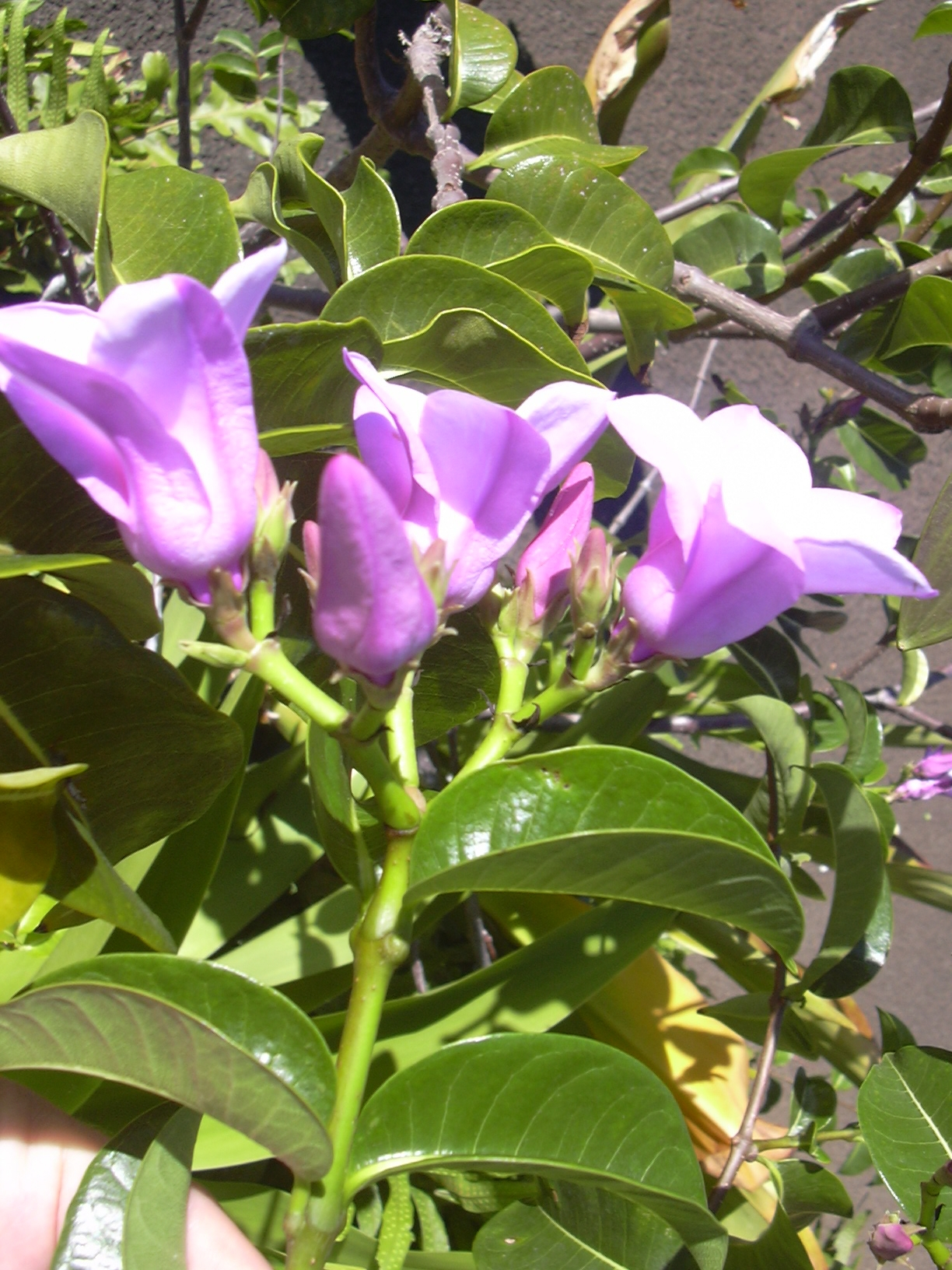
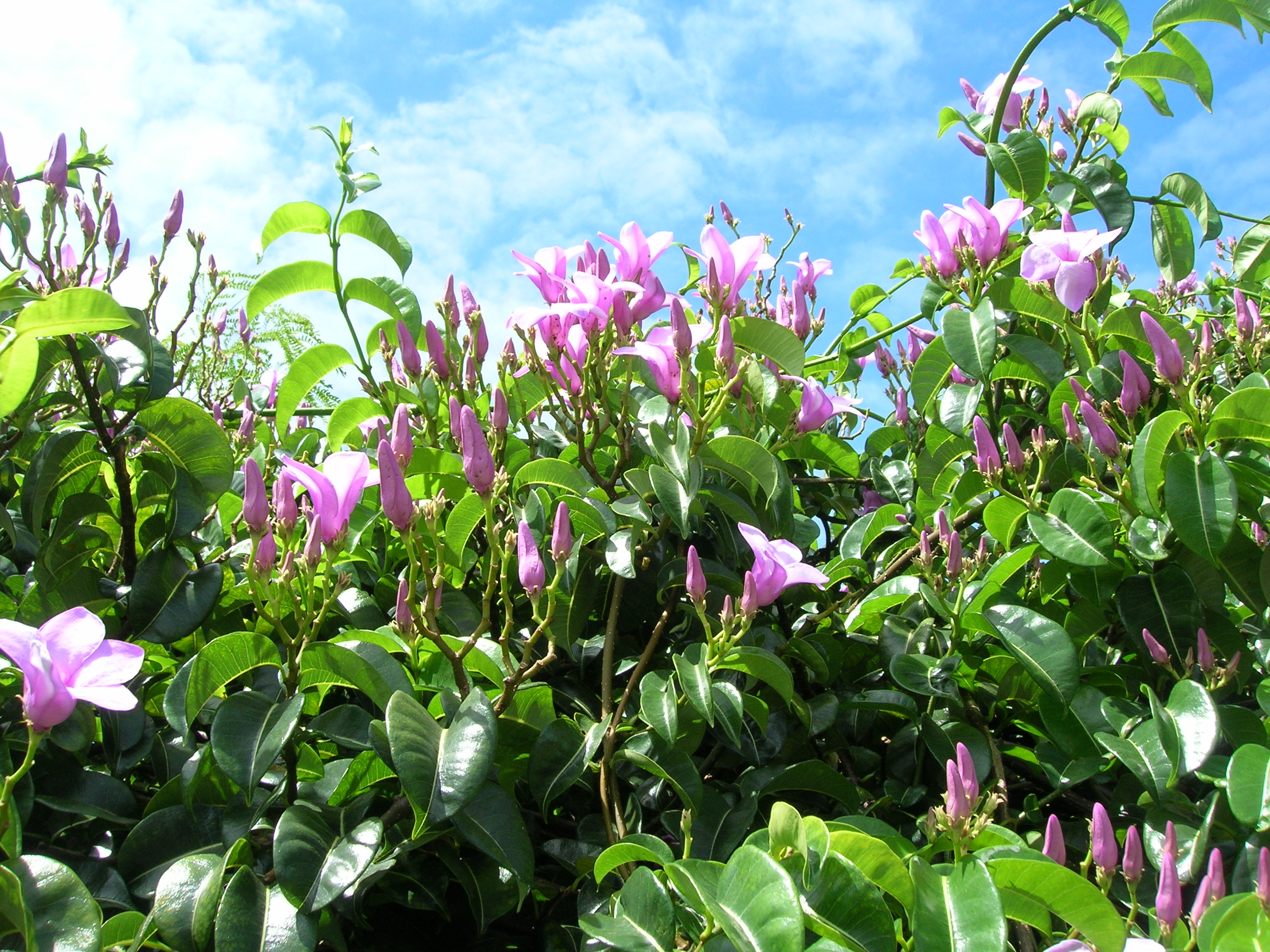
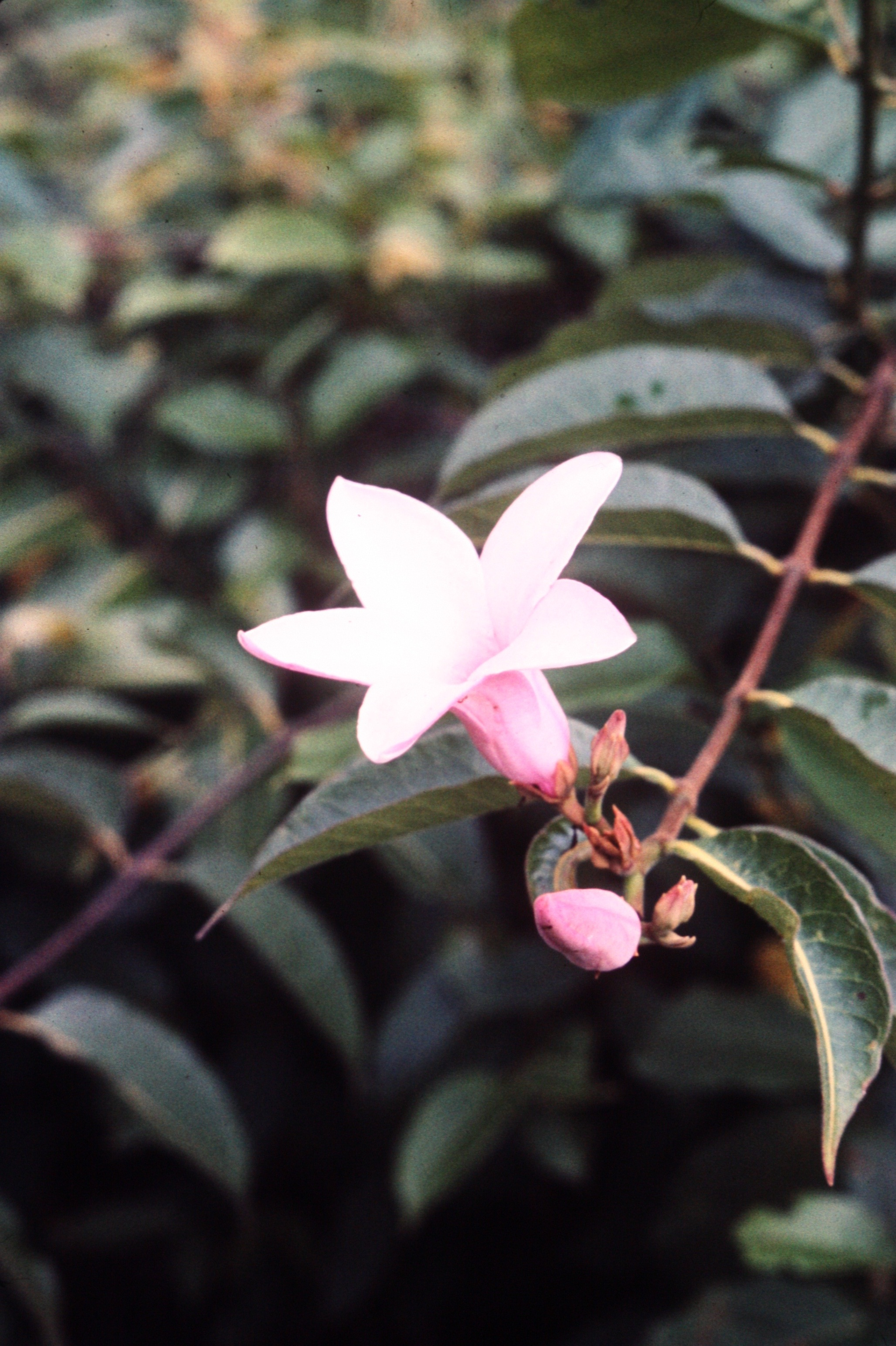